# Anandavardhana
Anandavardhana (820-890) fou un crític literari i filòsof especialitzat en estètica. La seva aportació fonamental està a considerar que la màgia de la poesia radica en el so com a portador d'emocions; una combinació especial de fonemes en un vers, associats a un significat, transmet sentiments al receptor sensible, que reconeix aquest caràcter especial de la poesia. Per tenir aquesta experiència estètica, el lector o oient ha d'estar en un estat anínim o facultat similars a les del creador, per entendre allò que havia volgut transmetre amb el seu art.